# 쥐꼬리대서양가시쥐
쥐꼬리대서양가시쥐(Trinomys myosuros)는 가시쥐과에 속하는 남아메리카 설치류이다. 브라질에서 발견된다.